# Sturla Holm Lægreid
Sturla Holm Lægreid (Bærum, 20 februari 1997) is een Noorse biatleet.

## Carrière

### 2019-2020
Bij zijn wereldbekerdebuut, op 6 maart 2020 in Nové Město na Moravě, scoorde Lægreid direct wereldbekerpunten. Een week later behaalde de Noor in Kontiolahti zijn eerste toptienklassering in een wereldbekerwedstrijd. 

### 2020-2021
Op 28 november 2020 boekte hij in Kontiolahti zijn eerste wereldbekerzege. Het was tevens de eerste wedstrijd van het nieuwe seizoen.
Zijn eerste individuele wereldtitel won hij op de wereldkampioenschappen in Pokljuka in februari 2021, waar hij goud veroverde op de 20 km individueel. Eerder won hij ook samen met Johannes Thingnes Bø, Tiril Eckhoff en Marte Olsbu Røiseland de gemengde estafette voor Noorwegen. Op zijn verjaardag behaalde hij een derde wereldtitel, namelijk deze in de gewone estafette, samen met Tarjei Bø, wederom Johannes Thingnes Bø en Vetle Sjåstad Christiansen. Op de laatste dag kwam daar nog een gouden medaille bij. Met één misser wist hij teamgenoot Johannes Dale en ook Quentin Fillon Maillet voor te blijven in de massastart.  
Na de wereldkampioenschappen wist hij nog één keer op het hoogste schavotje te belanden in Östersund, waar hij zijn derde achtervolging van het seizoen won. Johannes Thingnes Bø leek op weg naar de overwinning, maar schoot in de laatste schietbeurt 3 missers, waardoor de deur op een kier kwam voor Lægreid, die in diezelfde schietbeurt foutloos wist te blijven. Deze overwinning zorgde ervoor dat de strijd om de grote kristallen bol, de prijs die wordt uitgereikt aan de atleet die doorheen heel het seizoen de meeste wereldbekerpunten heeft verzameld, heel spannend werd. Lægreid had namelijk een voorsprong van welgeteld één punt op Bø bij het ingaan van de laatste wedstrijd. Uiteindelijk trok de meer ervarene Bø aan het langste eind en wist met een derde plaats zijn derde grote kristallen bol op een rij veilig te stellen. Lægreid kreeg wel de trofee voor beste atleet onder 25 jaar en de kleine kristallen bollen voor de achtervolging en de individuele afstand.   

## Resultaten

### Olympische spelen
| Jaar | Plaats  | Onderdeel   | Onderdeel | Onderdeel     | Onderdeel  | Onderdeel | Onderdeel          |
| Jaar | Plaats  | Individueel | Sprint    | Achtervolging | Massastart | Estafette | Gemengde estafette |
| ---- | ------- | ----------- | --------- | ------------- | ---------- | --------- | ------------------ |
| 2022 | Beijing | 15e         | 7e        | 24e           | 6e         | Goud      | -                  |

### Wereldkampioenschappen
| Jaar | Plaats   | Onderdeel   | Onderdeel | Onderdeel     | Onderdeel  | Onderdeel | Onderdeel          | Onderdeel                 |
| Jaar | Plaats   | Individueel | Sprint    | Achtervolging | Massastart | Estafette | Gemengde estafette | Single gemengde estafette |
| ---- | -------- | ----------- | --------- | ------------- | ---------- | --------- | ------------------ | ------------------------- |
| 2021 | Pokljuka | Goud        | 7e        | 6e            | Goud       | Goud      | Goud               | -                         |
| 2023 | Oberhof  | Zilver      | Brons     | Zilver        | 4e         | Zilver    | Goud               | -                         |

### Wereldbeker
Eindklasseringen
| Seizoen   | Algemeen | Individueel | Sprint | Achtervolging | Massastart |
| --------- | -------- | ----------- | ------ | ------------- | ---------- |
| 2019/2020 | 43e      | -           | 37e    | 41e           | 34e        |
| 2020/2021 | Zilver   | Goud        | Zilver | Goud          | 4e         |
| 2021/2022 | Zilver   | Zilver      | Brons  | 7e            | 4e         |
| 2022/2023 | Zilver   | 8e          | Zilver | Zilver        | Brons      |

Wereldbekerzeges
| Nr.         | Datum            | Plaats                  | Onderdeel               |
| Individueel | Individueel      | Individueel             | Individueel             |
| ----------- | ---------------- | ----------------------- | ----------------------- |
| 1.          | 28 november 2020 | Kontiolahti             | 20 km individueel       |
| 2.          | 17 december 2020 | Hochfilzen              | 10 km sprint            |
| 3.          | 19 december 2020 | Hochfilzen              | 12,5 km achtervolging   |
| 4.          | 9 januari 2021   | Oberhof                 | 12,5 km achtervolging   |
| 5.          | 17 februari 2021 | Pokljuka                | 20 km individueel (WK)  |
| 6.          | 21 februari 2021 | Pokljuka                | 15 km massastart (WK)   |
| 7.          | 20 maart 2021    | Östersund               | 12,5 km achtervolging   |
| 8.          | 27 november 2021 | Östersund               | 20 km individueel       |
| 9.          | 18 maart 2022    | Oslo                    | 10 km sprint            |
| 10.         | 17 december 2022 | Annecy-Le Grand Bornand | 12,5 km achtervolging   |
| Estafettes  |                  |                         |                         |
| 1.          | 6 december 2020  | Kontiolahti             | 4x7,5 km estafette      |
| 2.          | 10 februari 2021 | Pokljuka                | Gemengde estafette (WK) |
| 3.          | 20 februari 2021 | Pokljuka                | 4x7,5 km estafette (WK) |
| 4.          | 1 december 2022  | Kontiolahti             | 4×7,5 km estafette      |
| 5.          | 11 december 2022 | Hochfilzen              | 4×7,5 km estafette      |
| 6.          | 13 januari 2023  | Ruhpolding              | 4 x 7,5 km estafette    |
| 7.          | 22 januari 2023  | Antholz                 | 4 x 7,5 km estafette    |
| 8.          | 10 december 2023 | Hochfilzen              | 4 x 7,5 km estafette    |